# A・S・バイアット
デイム・アントニア・スーザン・バイアット（Dame Antonia Susan Byatt、1936年8月24日 - 2023年11月16日）は、イギリスの小説家。

## 経歴
ケンブリッジ大学のニューナム・カレッジ、アメリカ・ペンシルベニア州のBryn Mawr College、オックスフォードのサマーヴィル・カレッジなどで学ぶ。
1990年の「抱擁」（Possession: A Romance）でブッカー賞を受賞。この作品は後に映画化された。
小説家のマーガレット・ドラブルは妹にあたる。

## 作品の日本語訳
- 『ゲーム』 鈴木健三訳 河出書房新社 1977年 The Game 1967
- 『シュガー』 池田栄一・篠目清美訳 白水社 1993年 Sugar 1983
- 『抱擁』全2巻 栗原行雄訳、小野正和・太原千佳子訳詩 新潮社 1996年 のち新潮文庫 Possession: A Romance 1990
- 『マティス・ストーリーズ - 残酷な愛の物語』 富士川義之訳 集英社 1995年 The Matisse Stories 1993
- 「繰り返すパターン」 『英語圏女性作家の描く家族のかたち』 佐藤宏子・川本静子訳 ミネルヴァ書房　2006年　所収
- 「そり返った断崖」 池田栄一訳 『短編コレクションⅡ』池澤夏樹編「世界文学全集Ⅲ-6」河出書房新社 2010年　所収